# Компрессорная станция

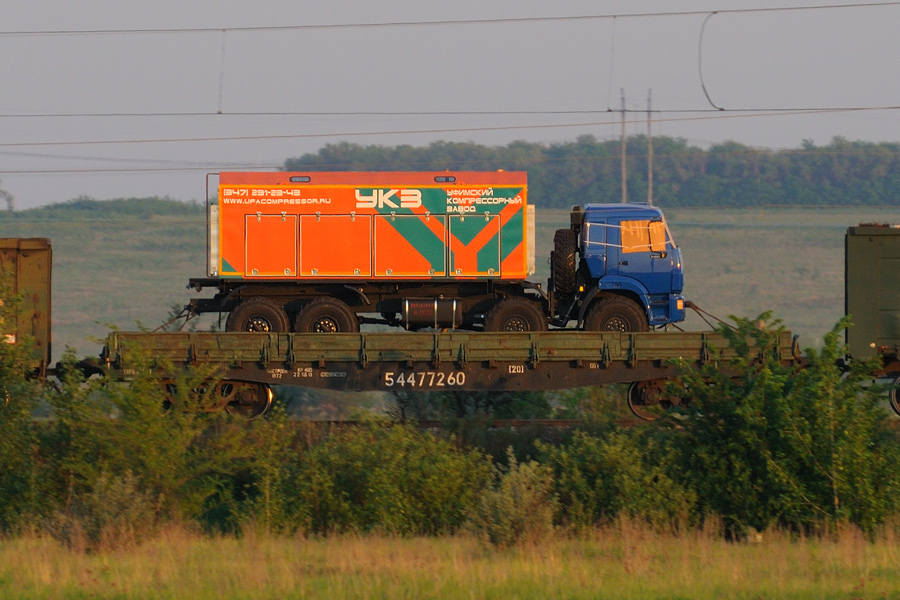
Компрессорная станция производства Уфимского компрессорного завода (УКЗ) на шасси КамАЗ-63501 на железнодорожной платформе

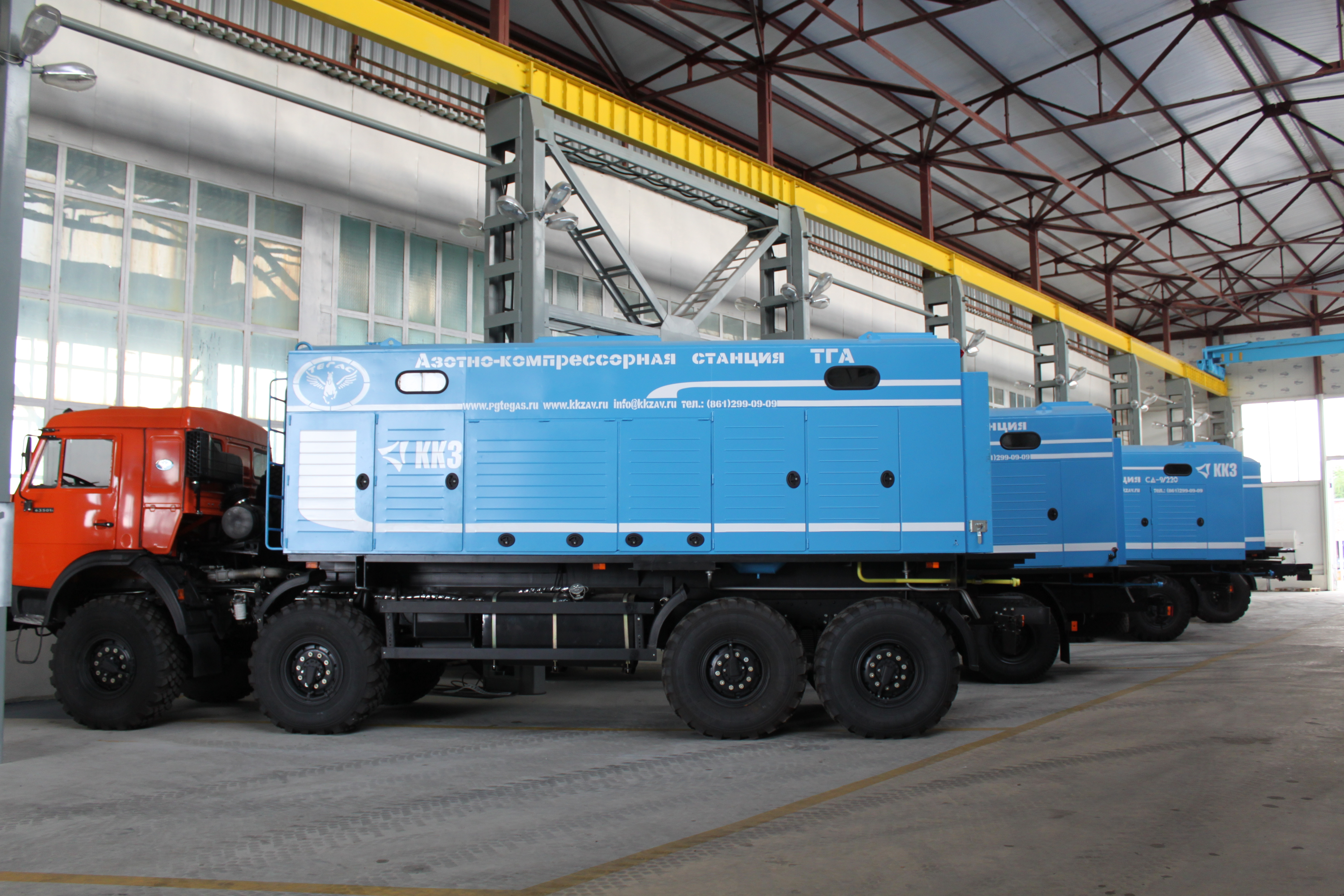
Азотные и воздушные компрессорные станции производства Краснодарского компрессорного завода (ККЗ) на шасси КамАЗ-63501

Компрессорная станция — стационарная или подвижная (передвижная) компрессорная установка, предназначенная для получения на выходе сжатых газов. Получаемый сжатый газ или воздух может использоваться как энергоноситель (для пневматического инструмента), сырьё (получение отдельных газов из воздуха), криоагент (азот).
Станция состоит из компрессора и вспомогательного (дополнительного) оборудования. Чаще всего компрессорная станция представляет собой блок-бокс, в котором и размещается всё установленное оборудование с обвязкой. Часто станции оснащаются такими системами как — системами пожаротушения, освещения, вентиляции, сигнализации, газоанализа и т. д.
Компрессорные станции (в отличие от компрессорных установок) эксплуатируются на открытом воздухе даже при отрицательных температурах в зимний период времени.

## Воздушные компрессорные станции
Сжатый воздух, получаемый от воздушных КС, используются на предприятиях в различных целях:
- подачи воздуха на пневмоприводы дистанционно управляемой трубопроводной арматуры;
- для пуска дизельных электростанций;
- инициализации различных устройств автоматики;
- пневмоиспытаний оборудования;
- подключения в производственных помещениях различных пневмоинструментов (гайковёртов, шлифмашинок и пр.) и др.
- для обеспечения сжатым воздухом, высокого и низкого давления, Кузнечно-штамповочного производства агрегатов квазиударного и ударного действия, а также для формирования газовоздушной смеси для работы нагревательных, термических печей.

Для выполнения этих функций применяются системы, в состав которых входят компрессорные станции, ресиверы и трубопроводы подачи сжатого воздуха. В состав самих компрессорных станций могут входить воздушные фильтры, холодильники, масловлагоотделители, адсорберы, электронагреватели, насосы.

## Газовые компрессорные станции
Для перекачки природного и нефтяного газа используются специальные компрессорные установки. На магистральных газопроводах устанавливаются газоперекачивающие станции, в которых для привода компрессора зачастую служит турбовальный двигатель, питающийся газом из газопровода — например, газоперекачивающий агрегат ГПА-Ц-6,3У, построенный на базе двигателя НК-12СТ. КПД таких установок высок по сравнению, например, с электрическими, так как нет многоступенчатого преобразования тепловой энергии горения газа в энергию пара, затем в механическую, электрическую с трансформацией в нескольких подстанциях и только потом во вращение компрессора — с потерями на всех этапах.
Для заправки природным газом (метаном) автомобилей (как правило, автобусов) существуют газонаполнительные компрессорные станции — АГНКС. На них газ из магистрального газопровода очищается и давление его повышается до требуемых для заправки 20-25 МПа.